# Calopieris eulimene
Calopieris eulimene är en fjärilsart som först beskrevs av Johann Christoph Friedrich Klug 1829.  Calopieris eulimene ingår i släktet Calopieris och familjen vitfjärilar.
Artens utbredningsområde är Sudan. Inga underarter finns listade i Catalogue of Life.